# Växternas evolution

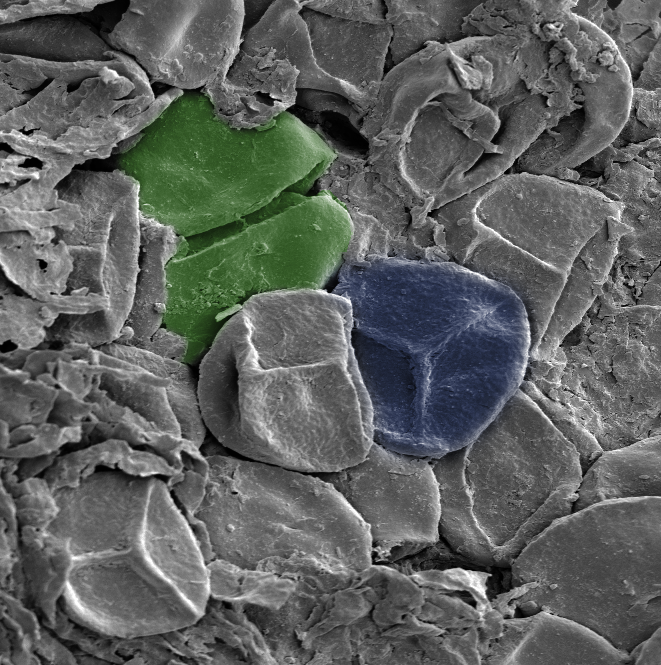
Sporangium från sen Silur. grönt: en spor-tetrad. blå: en spor med ett tredelat märke – den -formade skåran. Sporerna är 30-35 μm tvärs över

Evolutionen av växter har resulterat i ökande komplexitet, från de tidigaste algmattorna, via bryofyter, lummerväxter och ormbunkar till de komplexa gömfröväxter och blomväxter som finns idag. medan de grupper som uppstod tidigare fortsätter att frodas, särskilt i de miljöer där de uppkom, har varje ny nivå av organisationskomplexitet till slut blivit mer framgångsrik än de föregående, enligt de flesta värderingsmetoderna. 
De första algskummen på land formades troligtvis för 1200 miljoner år sedan. Under ordovicium, för ungefär 450 miljoner år sedan, dök de första landväxterna upp. Dessa började dela upp sig i olika former under sen Silur, för ungefär 420 miljoner år sedan och frukterna av deras diversifiering syns med god detaljrikedom i fossila lämningar från tidig devon i Rhynie-flinta. Denna flintsten bevarade även små detaljer av tidiga växter genom att de omvandlades till sten i vulkaniska källor. Under mitten av devon fanns de flesta av de karaktärsdrag som vi förknippar med växter, inklusive rötter, blad och sekundär förvedning. I sen devon hade även frön utvecklats. Därmed hade växterna blivit så sofistikerade att de kunde forma skogar av höga träd. Evolutionens uppfinnande fortsatte efter devon. De flesta växtgrupperna klarade sig ganska lindrigt undan perm–trias-utdöendet, men växtsamhällenas struktur förändrades. Detta kan ha skapat förutsättningarna för utvecklandet av blomväxter under trias, för ungefär 200 miljoner år sedan. Deras utveckling exploderade sedan under krita och tertiär. Den sista att utvecklas av de största växtgrupperna var gräsen, som blev viktiga vid mitten av tertiär, för ungefär 40 miljoner år sedan. Gräsen och många andra grupper utvecklade då nya metaboliska processer för att klara sig när halten av koldioxid i atmosfären blev lägre och förhållandena i tropikerna blev varmare och torrare under de senaste 10 miljoner åren.

## Historiska rötter
En viktig förutsättning för växternas utveckling inträffade för ungefär 1,5–2 miljarder år sedan, när en eukaryotisk organism fångade in en cyanobakterie som levde vidare inne i dessa celler och vidareutvecklades till det som nu är kloroplast.
 Det är i denna organell som växterna utför fotosyntes. 

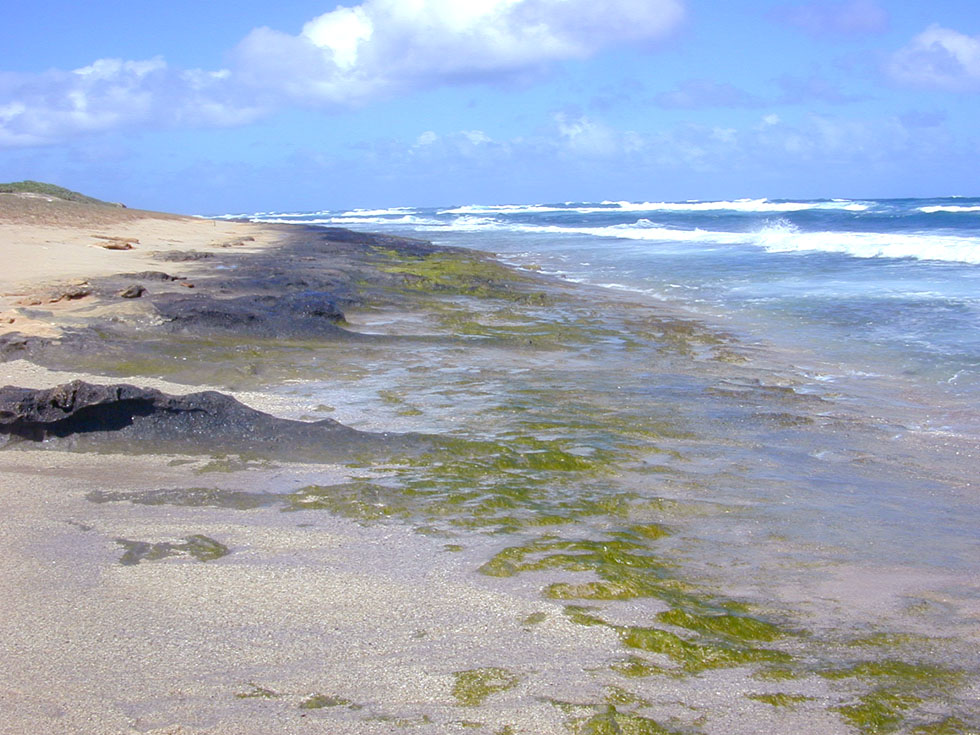
Grön tång, Enteromorpha på klipphällar vid en havsstrand.

Det är omdiskuterat och oklart vilka organismer som ska räknas som växter. Delvis är det en fråga om subjektiva åsikter. Klassificeringen av encelliga eukaryoter är i snabb förändring. De klassificeringssystem som innehåller riket protister placerar grönalgerna antingen bland protisterna eller i Plantae (växter).
Grönalger klassificeras ofta tillsammans med de egentliga växterna i gruppen Viridiplantae. Denna grupp kan tillsammans med rödalger och glaukofyter föras samman i den ännu större gruppen Archaeplastida. De flesta anser att detta är en monofyletisk grupp, men den frågan är inte helt avgjord. Alla dessa organismer liknar varandra genom att de har kloroplaster med exakt två membran.
Landväxterna utvecklades ur grönalger, kanske för 510 miljoner år sedan. 
Deras närmaste nu levande släktingar är kransalgerna. Om man antar att kransalgerna har förändrats ganska lite sedan landväxterna skiljde ut sig innebär detta att de utvecklades från grenade, trådformade, haplontiska alger som levde i grunda sötvattenansamlingar, kanske vid randen av småsjöar som torkade ut under en del av året. Samarbete med svampar kan ha gjort det lättare att klara påfrestningarna i tillvaron på land.

## Koloniseringen av kontinenterna

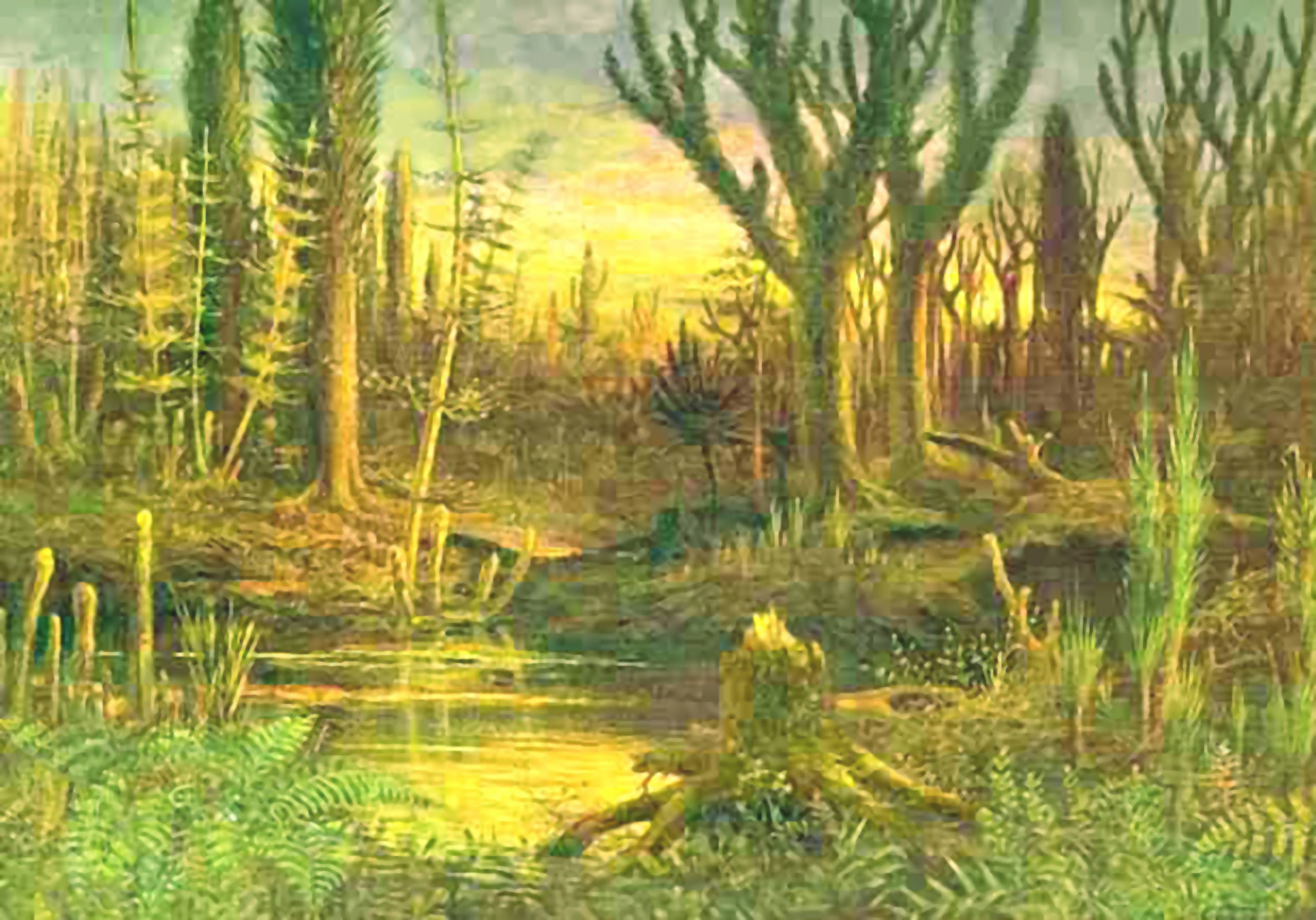
Under devon började växter kolonisera landområden. Genom inverkan på erosion och sedimentering medförde detta stora förändringar av klimatet.

Landväxterna var inte de första fotosyntetiska organismerna på land. Vittringstakten för vissa geologiska lämningar visar att organismer levde på land redan för 1200 miljoner år sedan, och man har påträffat fossil av mikrober i sötvattensjöar som fanns för 1000 miljoner år sedan.  Karaktärisering med hjälp av olika kolisotoper tyder dock på att fram till för ungefär 850 miljoner år sedan var de för få för att kunna påverka atmosfärens sammansättning. Dessa organismer var troligen små och enkla, och utgjorde föga mer än ett "algskum".
De tidigaste kända beläggen för växter på land är sporer från mellersta ordovicium, för ungefär 470 miljoner år sedan. De förekom både enstaka (monader), i par (diader) och grupper om fyra (tetrader). Till strukturen liknar de sporerna hos dagens levermossor, vilket antyder att dessa växter kan ha haft ungefär samma grad av komplexitet i organisationen som de.  En ytterligare likhet med embryofyterna är att sporerna innehåller sporopollenin.  Möjligen fanns fram till denna tid gifter i atmosfären som förhindrade att växterna bredde ut sig på land. Det är också möjligt att denna nivå av komplexitet helt enkelt behövde så mycket tid för att utvecklas.
I berg som bildats strax senare, i övre ordovicium, finns tredelade sporer som liknar sådana som bärs av dagens kärlväxter. Om tetraden delas upp i ett visst skede, får varje spor ett tredelat märke med {\displaystyle Y}-form som visar var den satt ihop med de andra sporerna. För att märket ska bildas måste sporväggarna också vara robusta och motståndskraftiga i det tidiga skedet. Detta motstånd hänger samman med att det finns en yttre vägg som förhindrar uttorkning. Detta särdrag är användbart endast när sporen måste överleva skild från vattnet. Även de embryophyter som genom evolutionen har återvänt till vattnet saknar denna vägg och därmed också det tredelade märket. Noggranna studier av algsporer visar att ingen av dem har tredelade märken. Detta beror antingen på att de inte har tillräcklig motståndskraft eller, i sällsynta fall, på att sporerna spritts var för sig, innan de pressats samman på det sätt som gör att märket bildas eller på att sporerna inte ordnats i den vanliga tetraeder-formationen för en tetrad.
De tidigaste icke-mikroskopiska fossilen av landväxter hade mycket enkel anatomi, liknande lavar och de av nutidens levermossor som saknar blad. Dessa växter levde i områden med strömmande vatten. Man kan se att de täckte det mesta av en flodslätt från tidig Silur. För att de skulle kunna överleva måste marken vara ständigt blöt. Där fanns också mikrobiska algmattor.
De tidigaste växterna fördelade sig på två olika sätt att klara av uttorkning. Bryofyterna undviker uttorkning eller uthärdar uttorkning, det vill säga att de antingen begränsar sig till att leva i fuktiga miljöer eller i övergången till helt uttorkat tillstånd övergår till ett inaktivt vänteläge från vilket de kan återuppta livsfunktionerna när de blir fuktiga igen. Kärlväxterna förhindrar uttorkning. De har ett vattentätt yttre skikt i gränsytan mot luften (en del bryofyter har också det). Detta minskar vätskeförlusterna. Eftersom detta skikt också stänger koldioxiden ute, utvecklade de snart klyvöppningar, små öppningar, där gas kan passera ytskiktet. Kärlväxterna utvecklade också vattenledande vävnader, xylem, så att vatten kunde förflyttas mellan olika delar av växten. Deras livscykler förändrades också, så att det haploida stadiet inte längre var det dominerande. Xylemet underlättade också den upprättstående växtformen, utan stöd av omgivande vatten. Detta var en viktig förutsättning för utvecklande av större växter på land. 
Etablerandet av en landbaserad flora medförde ökad ansamling av syre i atmosfären, genom att de producerade syre som en restprodukt. När syrekoncentrationen steg över 13%, fanns förutsättningar för omfattande bränder. Spår av sådana bränder finns i fynd från tidig Silur, i form av fossil av förkolnade växter. Med undantag för ett kontroversiellt avbrott i sen devon, finns förkolnade fossil från alla efterföljande tidsperioder. 
Förkolnade växter utgör en stor andel av fossilen. Elden driver ut alla lättflyktiga ämnen och efterlämnar endast ett skal av rent kol. Detta kan inte ätas vare sig av de arter som normalt äter levande växter eller de som lever på döda växtdelar. Därför tenderar det att finnas kvar länge. Det är också robust och motstår yttre tryck väl. Därför uppvisar dessa fossil hög detaljrikedom, ned till delar av celler.

## Xylemför vattentransport
För att kunna utföra fotosyntes behöver växterna absorbera koldioxid från atmosfären. Men det kostar att få tillgång till den. När klyvöppningar öppnas för att släppa in koldioxid släpper de samtidigt ut vattenånga. Utflödet av vattenånga är mycket snabbare än inflödet av koldioxid och växterna måste ersätta detta vatten genom att transportera nytt vatten från den fuktiga jorden upp till de områden där fotosyntesen försiggår. De första växterna sög vatten mellan cellväggarna. Senare utvecklade de förmågan att styra vattenförlusterna (och koldioxidintaget) genom att använda klyvöppningar. Snart utvecklades också specialiserade vävnader för vattentransport: hydroider, tracheider, sekundärt xylem, följda av endoderm och slutligen kärl.
De höga halterna av koldioxid under silur och devon, i början av växternas kolonisering av land, gjorde att växterna behövde ganska lite vatten. När växterna successivt tog bort koldioxiden från atmosfären förlorade de mer vatten för att få tillgång till samma mängd koldioxid. Detta blev en drivkraft att utveckla effektivare mekanismer för vattenhantering. Genom att utveckla vattentransportmekanismer och vattentäta skikt kunde de överleva utan att ständigt vara täckta av en tunn vattenfilm. Deras nya förmåga att undvika att bli uttorkade innebar bättre förutsättningar för att kolonisera landområden.
Under Silur fanns gott om koldioxid, så växterna kunde fånga in koldioxid utan att förlora särskilt mycket vatten. Mot slutet av Carbon, när koldioxidhalten i atmosfären hade sjunkit till halter nära de som råder idag, förlorade växterna ungefär 17 gånger så mycket vatten för samma koldioxidupptag. Men inte ens under den tidiga perioden, när det fanns gott om koldioxid, var vattenförlusterna försumbara, utan alla växter måste transportera vatten till sina olika delar för att undvika uttorkning. 
Denna tidiga mekanism för vattentransport använde sig av den starka attraktionskraften mellan vattenmolekyler och attraktionen mellan vatten och polära molekyler i cellväggarna. Vattnets diffusion får till följd att det sprids till torra ytor. Denna process förstärks av kapillärkraften längs ett material med små springor. I små passager, till exempel mellan cellväggar, beter sig en vattenpelare som gummi - när molekyler förångas i ena änden drar de upp de molekyler som finns längre ned.